# Институт геологических наук АН СССР
Институт геологических наук Академии наук СССР (ИГН АН СССР) — советский академический научно-исследовательский геологический институт, существовавший в Москве в 1937—1956 годах.
Сотрудники института занимались вопросами: тектоники, стратиграфии, микропалеонтологии, палеоботаники, четвертичной геологии, литологии, осадочной петрографии, синтеза минералов осадочных пород, геологии горючих ископаемых, геологии нефти, геологии угля, и истории геологии.

## История

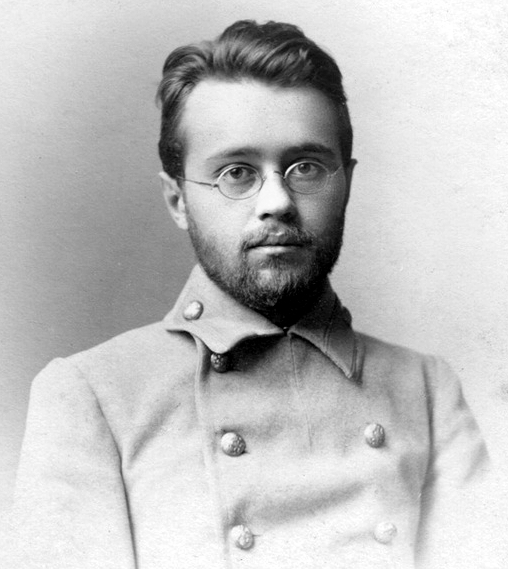
А. Д. Архангельский — первый директор объединённого института

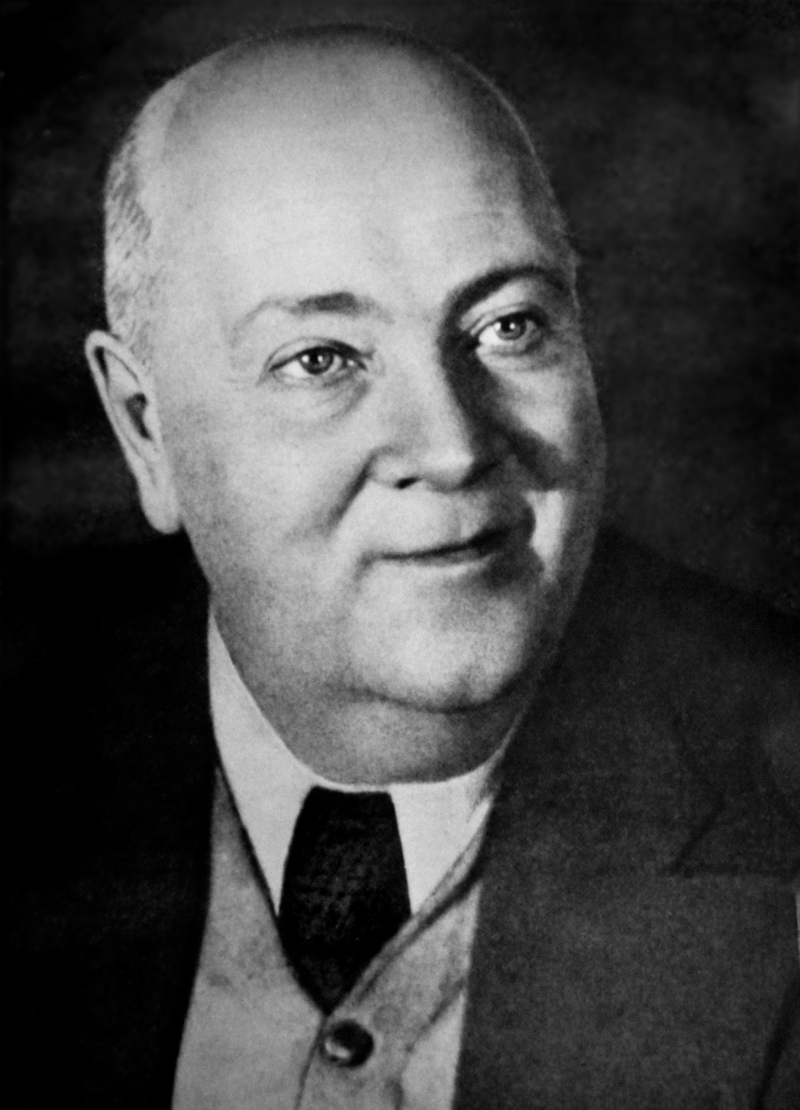
А. Е. Ферсман — директор института во время войны

17 ноября 1937 года, после проведения 17 сессии Международного геологического конгресса в Москве, СНК СССР (по плану Третьей пятилетки) принял решение о реорганизации геологических учреждений в АН СССР.
В декабре 1937 года были объединены в Институт геологических наук АН СССР (ИГН АН СССР или «ГИН»):
- Геологический институт
- Петрографический институт
- Институт геохимии, минералогии и кристаллографии им. М. В. Ломоносова.
- Произошло также объединение Минералогического музея и Геологического музея в Геологический музей имени А. П. Карпинского[2], на правах отдела в Институте геологических наук[3].

Объединённый институт начал работать по 4 основным направлениям:
1. составление общей сводки работ по стратиграфии всей территории СССР, и изучению стратиграфии важных народнохозяйственных районов;
2. одновременное изучение слагающих её осадочных горных пород;
3. изучение тектонических процессов и уяснение связи с геологическим строением и полезными ископаемыми. Изучение истории геологического развития территории СССР в целом и отдельных частей, интересных для познания основных закономерностей геологического процесса;
4. подведение глубокой научной базы под методику поисков и разведок полезных ископаемых на основе изучения геологических условий, благоприятных для концентрации оруденения.

Во время войны здание института пострадало от осколков авиабомб. Заведующий отделом рудных месторождений ИГН АН СССР был А. Г. Бетехтин, который сменил на этом посту И. Ф. Григорьева.
10 января 1946 года Президиум АН СССР утвердил постановление своего распорядительного заседания от 20 декабря 1945 г. «О реорганизации Института геологических наук АН СССР» и решил просить СНК СССР разрешить Президиуму Академии эту реорганизацию. 30 мая 1946 года рассматривлся вопрос о создании на основе ИГН пяти самостоятельных научных учреждений
По решению ОГГН АН СССР от 26 марта 1948 года был организован филиал Института в Ленинграде. Организатор и руководитель И. И. Горский, заместитель А. А. Петренко.
15-22 ноября 1948 года в Институте прошли заседания Сессии расширенного Учёного совета с критикой идеалистических гипотез в геологии, в продолжении Сессии ВАСХНИЛ, августа 1948 года.
В марте-апреле 1949 года директор и некоторые сотрудники института были арестованы по «Красноярскому делу».
12 мая 1949 года по постановлению Президиума АН СССР были освобождены от работы в качестве заместителей директора Института геологических наук АН СССР чл.‑ корр. Н. С. Шатский и А. А. Сауков, как не обеспечившие правильного руководства научно-исследовательской работой института. И. о. директора Института геологических наук АН СССР назначен М. И. Варенцов, заместителем директора — К. А. Власов.

В начале 1950-х годов (в современном здании ГИН РАН) сформировалась новая структура ИГН АН СССР (заведующие):
1) Отдел тектоники (Н. С. Шатский)

2) Отдел стратиграфии (В. В. Меннер)
- кабинет микропалеонтологии (Д. М. Раузер-Черноусова)
- кабинет палеоботаники (М. Ф. Нейбург)
- спорово-пыльцевой кабинет (С. Н . Наумова)

3) Отдел четвертичной геологии (В. И. Громов)
- спорово-пыльцевой кабинет (Е. Д . Заклинская)

4) Отдел сравнительной литологии (Н. М. Страхов)
- кабинет специальных литологических исследований (Д. Г. Сапожников)
- кабинет термического анализа (Д. А. Виталь)
- химическая группа (Э. С. Залманзон).

5) Отдел осадочной петрографии (Л. В. Пустовалов)
- кабинет механического анализа
- кабинет рентгено-структурного анализа (С. И. Берхин)
- кабинет синтеза минералов осадочных пород (А. В. Казаков)

6) Отдел геологии горючих ископаемых (М. И. Варенцов)
- лаборатория геологии нефти (К. Р . Чепиков)
- кабинет геологии угля (В. С. Яблоков)
- кабинет газового анализа (М. Г. Гуревич)

7) Кабинет истории геологии (В. В. Тихомиров).

## Реорганизация
27 апреля 1944 года Президиум АН СССР признал необходимым реорганизовать Институт геологических наук, создав на его базе, в Отделении геолого-географических наук АН СССР:
- Геологический институт
- Институт минералогии и геохимии имени М. В. Ломоносова
- Институт петрографических исследований имени Ф. Ю. Левинсон-Лессинга
- Институт рудных месторождений
- Лаборатория геологии угля.
- Рассмотреть вопрос по организации работ по изучению докембрия.

В 1946 году было решено организовать Геологический институт на базе нескольких подразделений ИГН АН СССР.
12 мая 1949 года комиссия Президиума Академии наук СССР во главе с П. П. Ширшовым вынесла заключение по проверке Института, где было указано: 

Среди академиков и членов-корреспондентов Института нет ни одного члена ВКП(б). Совершенно недостаточной является партийная прослойка среди докторов наук и младших научных сотрудников. Неудовлетворителен состав аспирантов и докторантов Института, как в количественном, так и социально-политическом отношениях. 37 научных сотрудников Института высшей квалификации (чл.-корр. и доктора наук) совершенно не имеют аспирантов и докторантов. Стоявший в течение ряда лет во главе руководства Института враг народа Григорьев, при попустительстве и беспринципном деляческом подходе к подбору кадров других членов дирекции сильно засорил Институт негодными кадрами. Так, среди руководящих научных работников Института (зав. лабораториями, отделами, секторами), а также в составе старших научных сотрудников имеются 43 чел. дворянского и духовного происхождения, 7 чел. из офицерской старой армии, 8 чел. служили у белогвардейских правительств.
Кроме того, из состава научных и научно-технических сотрудников и обслуживающего персонала 13 чел. были в плену у немцев, или длительно находились на территории, занятой немцами, 5 чел. имели судимость и отбывали длительное наказание в спецлагерях НКВД…
Наряду с большой засоренностью научных кадров в Институте процветает семейственность и связанная с этим кастовость и групповщина. В настоящее время в Институте имеется 30 семей, объединяющих свыше 60 человек, большинство из которых работает в одних и тех же отделах и лабораториях Института.
Президиум АН СССР 30 декабря 1955 г. принял решение реорганизовать этот большой Институт и создать на его базе два самостоятельных академических учреждения: Геологический институт АН СССР (ГИН АН СССР) и Институт геологии рудных месторождений, петрографии, минералогии и геохимии АН СССР (ИГЕМ АН СССР).
13 января 1956 года Президиум АН СССР утвердил новое название и структуру Геологического Института (ГИН АН СССР)

## Руководство

И. Ф. Григорьев — директор
в 1941—1942 и с 1947 г.,
арестован в 1949 г.

Директора (заместители директоров по научным вопросам):
1. 1937 — Архангельский, Андрей Дмитриевич (И. Ф. Григорьев, С. А. Кашин и А. А. Блохин)
2. 1939 — Заварицкий, Александр Николаевич с января 1939 (А. Г. Бетехтин)
3. 1941 — Григорьев, Иосиф Фёдорович ([А. Г. Бетехтин)
4. 1942 — Ферсман, Александр Евгеньевич (А. Г. Бетехтин до 1942)
5. 1945 — Белянкин, Дмитрий Степанович и. о. (Н. С. Шатский, А. А. Сауков, С. А. Кашин)
6. 1947 — Григорьев, Иосиф Фёдорович (Н. С. Шатский, А. А. Сауков, С. А. Кашин)
7. 1949 — Варенцов, Михаил Иванович (К. А. Власов, Б. В. Иванов, Ф. В. Чухров, В. С. Яблоков, А. В. Пейве, Л. Л. Шилин, Л. М. Афанасьев)

Учёные секретари ИГН АН СССР:
- 1937 — Мирлин, Гилель Авсеевич
- 1938 — Соустов, Николай Иванович[16]
- 1945 — Куплетский, Борис Михайлович
- 1944 — Никифорова, Ксения Владимировна
- 1946 — Архангельская, Наталия Андреевна
- 1949 — Афанасьев, Георгий Дмитриевич
- 1950 — А. Т. Суслов
- 1951 — Александр Иванович Левенко
- 1953 — Пущаровский, Юрий Михайлович
- 1954 — Корин, Игорь Захарович
- 1956 — Равский, Эдмунд Иосифович